# Slätte, Töreboda kommun
Slätte är en småort i Töreboda kommun i Fredsbergs socken belägen cirka 1 mil utanför Töreboda precis väster om Tjärbrukssjön.  

## Galgbacken
Ett känt monument i Slätte är Galgbacken som ligger strax norr om Slätte. Galgbacken utgjorde en avrättningsplats för Norra Vadsbo, fram tills 1862. Avrättningarna skedde både med galge och bilad. Brottslingarna begravades vid motsatt sida av vägen då brottslingarna inte fick begravas i vigd jord. När Televerket upprättade sina byggnader 1862 hittades rester av 18 personer. Kvarlevorna av dessa flyttades till Fredsbergs kyrka och begravdes under en häll med texten Fägremo. Tidigare fanns en skylt vid platsen där det gick att läsa "Galgbacken. Här hava flera olyckliga människor med livets förlust sonat sina brott." 

## Järnväg
Västra stambanan förbi Slätte öppnades 1862, men då fanns inte någon station där. Slätte station anlades i första hand som mötesplats och öppnades 19xx. Eldrift infördes 1926. Dubbelspår norrut till Älgarås 1949, söderut till Töreboda 1950. 2004 revs stationshuset.

## Sport och fritid
Runt Slätte finns mycket skog och tillgång till många sjöar, öster om samhället finns tillgång till elljusspår och motionsslingor. Det finns även en fotbollsplan söder om småorten och i industriområdet återfinns en hundhall för hundträning. I mitten av Slätte finns en lekpark. 